# Sint-Gabriëlcollege
Het Sint-Gabriëlcollege (afkorting SGC), tot 1981 het Sint-Gabriëlinstituut, te Boechout is een Belgische, katholieke school voor kleuteronderwijs, lager onderwijs en Algemeen Secundair Onderwijs met als patroonheilige de aartsengel Gabriël.

## Geschiedenis
Het Sint-Gabriëlcollege is, als het Sint-Gabriëlinstituut, opgericht in 1903, door drie Franse Broeders van Sint-Gabriël, die aanhangers waren van de heilige Louis-Marie Grignion de Montfort. Zo behoorden ze dus tot de Montfortanen. Zij waren weggevlucht uit Frankrijk, en meer bepaald uit Saint-Laurent-sur-Sèvre, omwille van de secularisering. Bij de opening van de school waren er vijftien interne en zestig externe leerlingen. Broeder Jean-Climaque werd directeur van de school. De broeders woonden toen tijdelijk in bij de eigenaar van het café in de straat van de school. Alle lessen werden in het Frans gegeven, met uitzondering van godsdienst. Nederlands werd onderwezen als tweede taal.
Op de locatie waar de broeders hun school opende werd er eerder ook al onderwijs verzorgd. In 1888 bouwde en opende Edmond Peleman er namelijk een kostschool. In 1894 volgde Henricus Pintelon hem op. De naam van de school was "Pensionnat Pintelon-Aerts". De eigenaar van de school, Frans De Backer, had school gelopen in Rijsel en kende bijgevolg de problemen van de Franse broeders. Na toestemming te krijgen van het Aartsbisdom Mechelen-Brussel en de pastoor van Boechout wist hij drie broeders naar het dorp te halen. Vanaf 10 september 1903 werd er officieel van het "Institut Saint Gabriel" gesproken.
Tijdens de Eerste Wereldoorlog vonden vluchtelingen tijdelijk onderdak in de school voordat ze verder trokken naar Nederland of het Verenigd Koninkrijk. Uiteindelijk beslisten de broeders om de school te sluiten en zelf te vluchten naar Nederland. Tijdens hun afwezigheid werd de school amper vijf dagen lang gebruikt door driehonderd soldaten en honderdvijftig paarden, maar toch moesten er een heleboel verbouwingswerken plaatsvinden na de oorlog.
Verschillende leerkrachten werden na het uitbreken van de Tweede Wereldoorlog opgeroepen door het Belgisch leger. Ondanks dit en de vele bezettingen, zo was er in 1944 tijdelijk een Canadees hospitaal, bleef de school open. Tijdens deze oorlog werd er overgeschakeld op volledig Nederlands onderwijs.
De school is lange tijd een kostschool geweest, maar is dit sinds 1972 niet meer. Dat jaar werd Leo Coopmans de eerste lekendirecteur. In 1981 werd de school een college en niet langer een instituut. Tijdens het schooljaar 1994 zullen er voor de eerste maal in de geschiedenis van de school 824 leerlingen les volgen, waarvan 56 meisjes. Enkele jaren later, vanaf 5 november 1997, zal de school een eigen website hebben.
Tot 2018 was er een gebouw genoemd naar Montfort, namelijk het Montfort-gebouw. Anno 2019 is er een kantine naar hem vernoemd, de Montfortrefter.
Jaarlijks vindt er een uitwisseling plaats tussen het Sint-Gabriëlcollege en het Franstalige Collège du Christ-Roi uit Ottignies. Dit gebeurt sinds 2003, en steeds met dezelfde school. Daarnaast werkt de school ook nauw samen met Natuurpunt. Jaarlijks wordt er meermaals samengewerkt tussen het college en de afdeling Land van Reyen van Natuurpunt.
Het college behoort tot de scholengemeenschap KORBEM (Katholiek Onderwijs Regio Boechout-Borsbeek-Edegem-Mortsel), samen met het Sint-Jozefsinstituut (Borsbeek), het Onze-Lieve-Vrouw-van-Lourdescollege (Edegem), het KaSO (Mortsel) en het Vrij Technisch Instituut Kontich (Kontich).

## Infrastructuur
De school telt anno 2021 acht grote en nog enkele kleinere gebouwen. Deze zijn verspreid over drie campussen:
- Campus Lange Kroonstraat 72
- Campus Jef Van Hoofplein 15
- Campus Mussenhoevelaan 14

Het Landhuis Les Clématites, op het college vaak de villa genoemd, in de Heuvelstraat 25 is eveneens, sinds 1923, eigendom van de school. Dit landhuis, gebouwd in 1904 door Joseph Hertogs, is verbonden met de school via het park Sint-Gabriël, dat ook tot de school behoort. Oorspronkelijk werd het ingericht als juvenaat. Van april 1975 tot 1994 waren de organisatoren van het festival Sfinks gehuisvest in dit landhuis, en vond het festival plaats in het park van het college. De twee sfinxbeelden, die de oorsprong van de naam van het festival zijn, staan nog steeds in het park. Eind jaren zeventig dreigden de broeders, die op dat moment al grotendeels in Liedekerke zaten, ermee om de organisatoren uit het huis te zetten, denkende dat het communisten waren. Uiteindelijk waren het echter de organisatoren zelf die Les Clématites verlieten, omdat ze nood hadden aan een groter terrein. Dit vonden ze op het Molenveld, op minder dan een kilometer van het college.

## Sportclubs

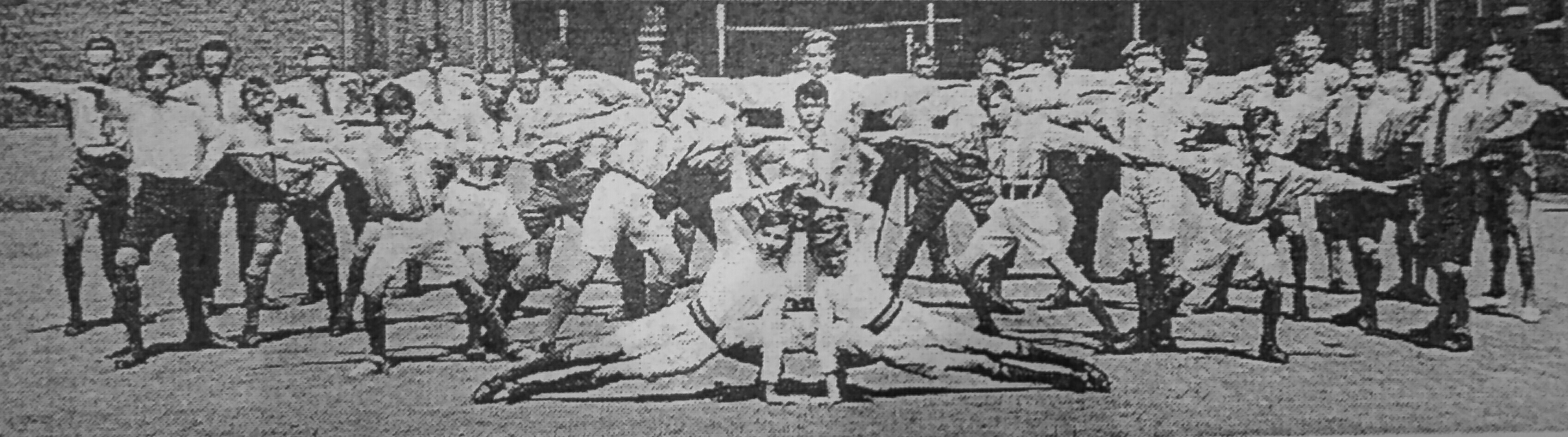
Sportende leerlingen

Op 23 oktober 1951 werd de atletiekclub SGOLA Boechout (Sint-Gabriël Oud Leerlingen Atletiekclub Boechout) opgericht. Ze is aangesloten bij de Vlaamse Atletiekliga onder het stamnummer 217. SGOLA Boechout werd op 22 februari 1983 een vzw. Oorspronkelijk was de club enkel bedoeld voor oud-leerlingen van het college, maar anno 2021 zijn er ook veel leden die dit niet zijn.
In 1962 werd de tweede sportclub van Sint-Gabriël opgericht. Een voetbalploeg genaamd Boechoutse Bacwalde studentenclub, die werd opgericht door (oud-)leerlingen van Sint-Gabriël. Ze speelden vanaf 1963 op de terreinen van de broeders, na een seizoen op de terreinen van Borsbeek Sport te hebben gespeeld. De broeders kochten deze terreinen in 1912 als speelterrein voor de leerlingen. De naam van de club evolueerde naar Kon. Bacwalde S.K.. In 2015 werden de terreinen overgekocht door de gemeente Boechout. De clubkleuren zijn blauw-oranje.
Naast sport was er ook plaats voor muziek. Van 1904 tot de jaren '60 was er een schoolharmonie.

## Bekende (oud-)leerlingen of (oud-)leerkrachten
- Gie Bogaert, schrijver
- Fons Borginon, politicus
- Warre Borgmans, acteur
- Bert Hermans, atleet
- Albert Mariën, politicus
- Tonia Oliviers, atlete
- Lenie Onzia, voetbalster
- Laurien Poelemans, actrice
- Marc Smet, atleet
- Merdan Taplak, dj/producer
- Paul Thys, atleet
- Arnold Van Aperen, politicus
- Leen Van Brempt, atlete
- Luc Verhuyck, schrijver
- Goedele Vermeiren, politica
- Hans Verreyt, politicus
- Carl Hoefkens, voetballer

## Galerij

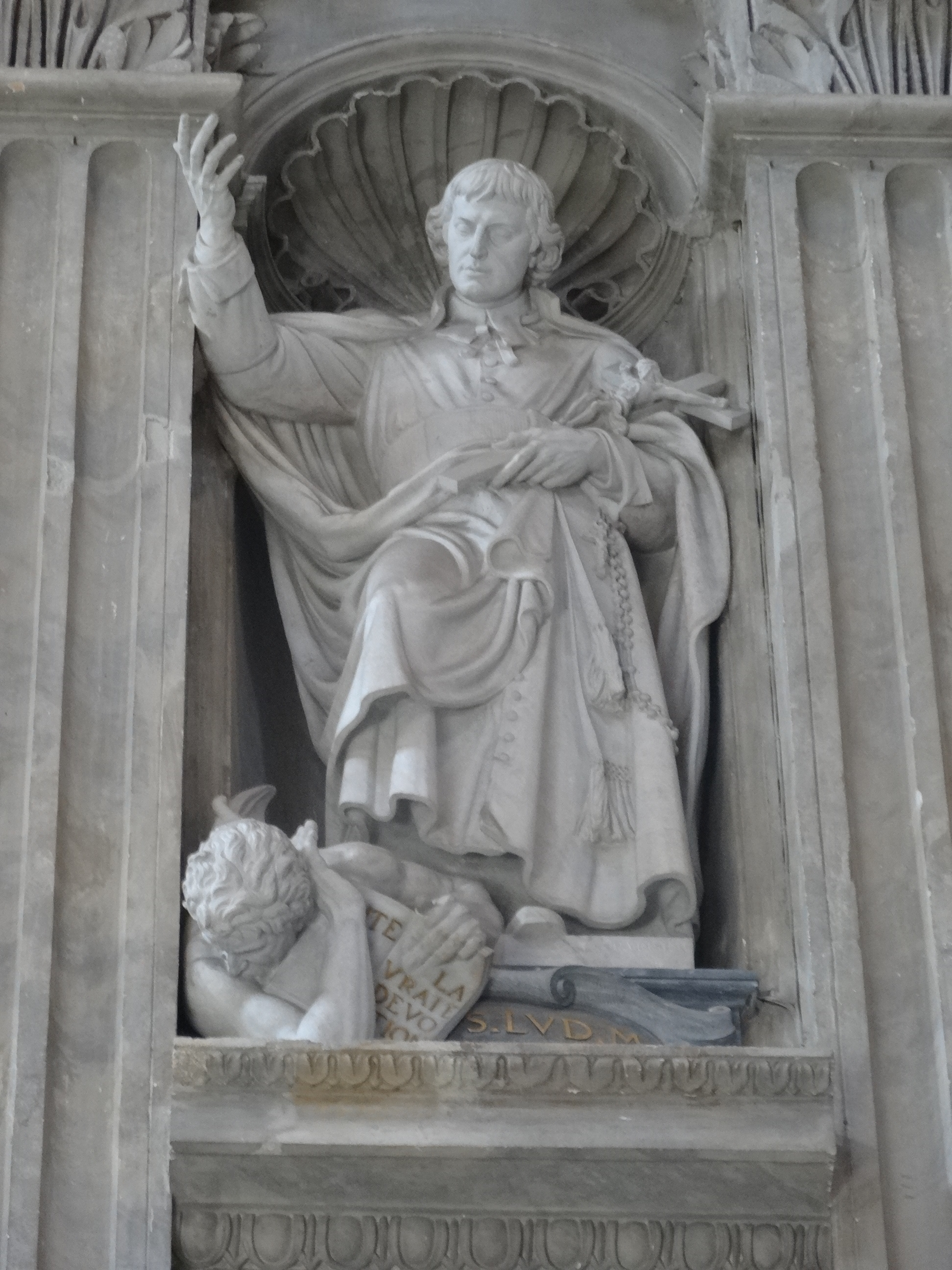
Standbeeld van Montfort
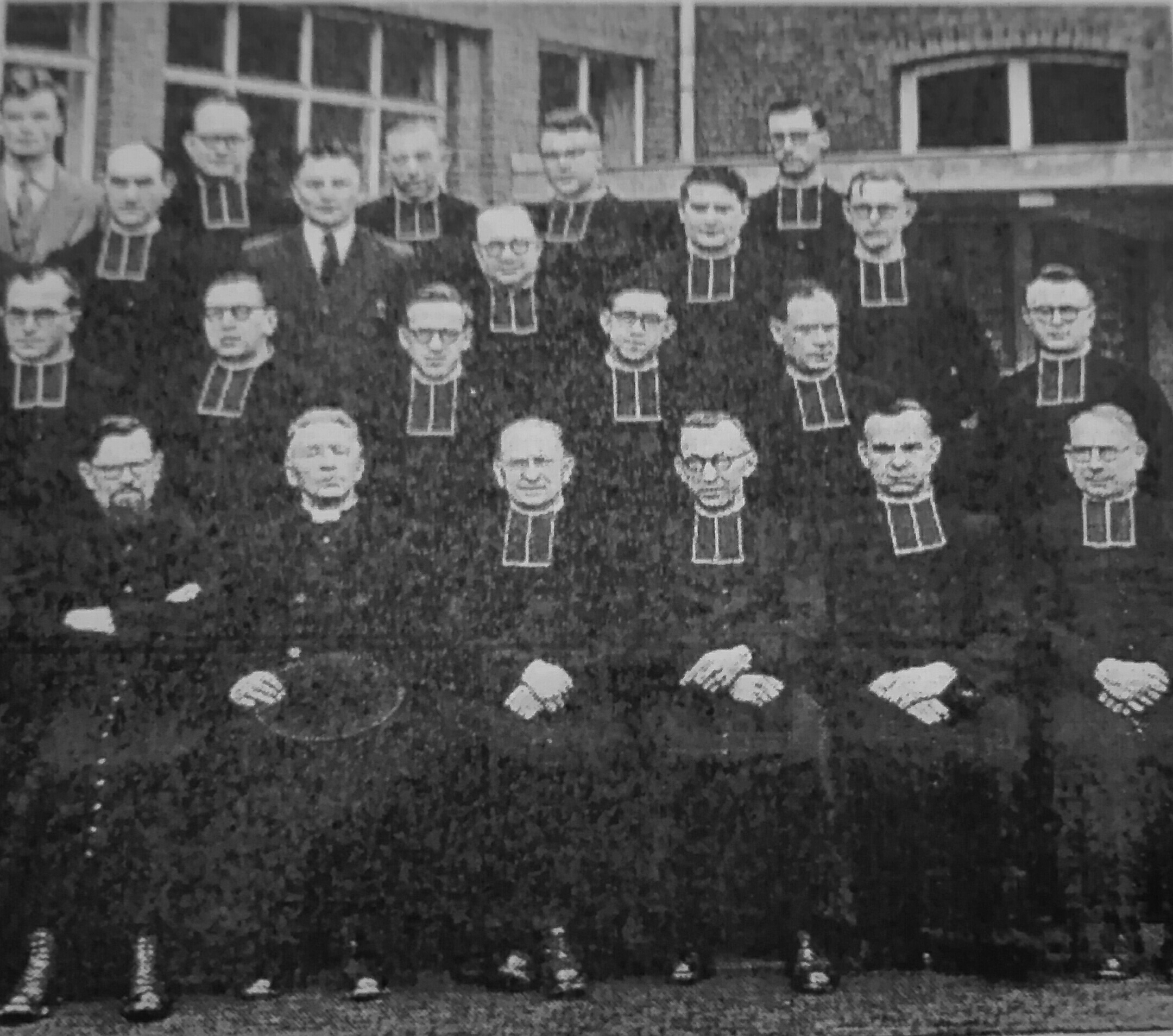
Leerkrachten uit de twintigste eeuw, voornamelijk geestelijken
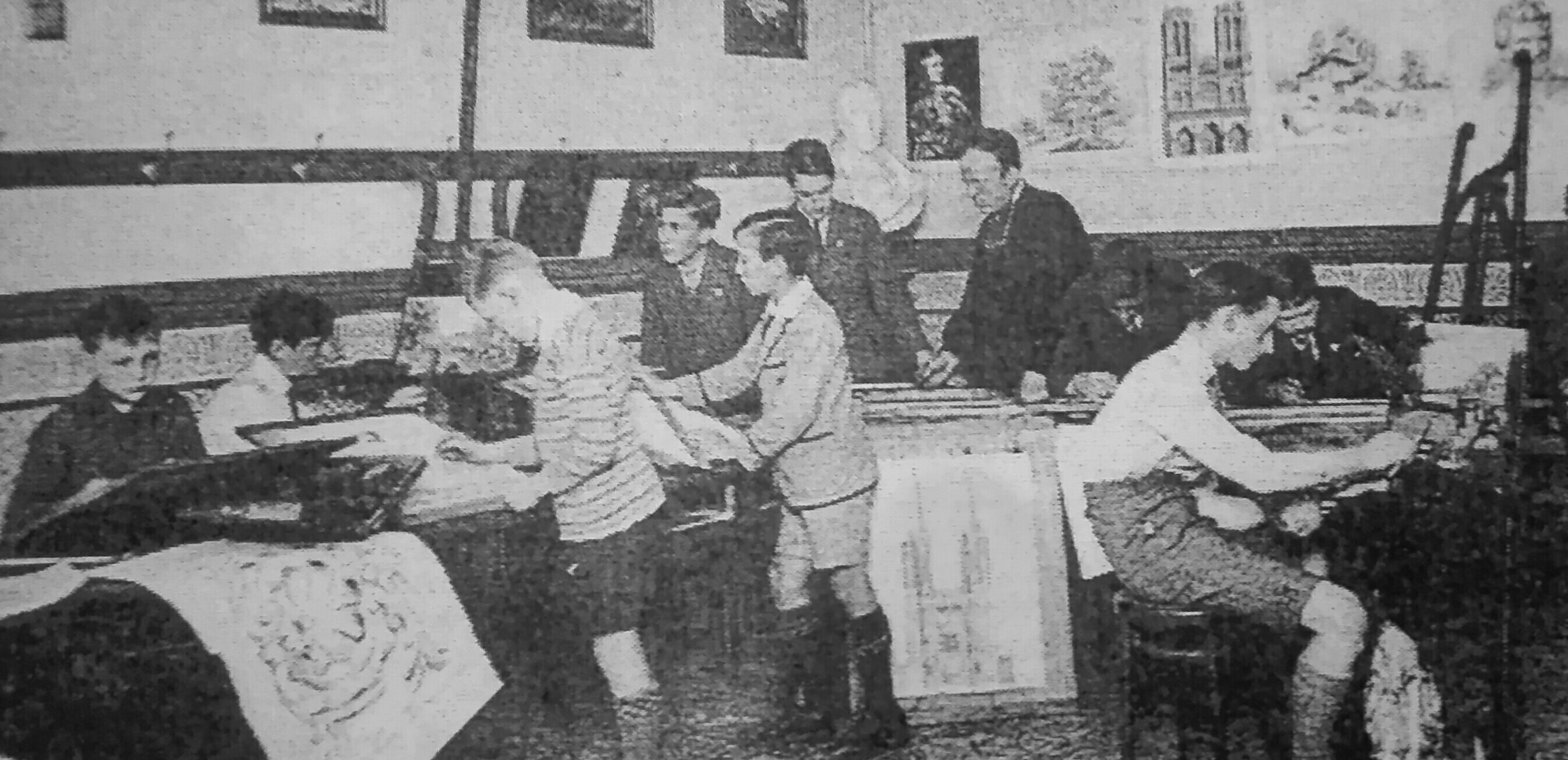
Schilderende leerlingen
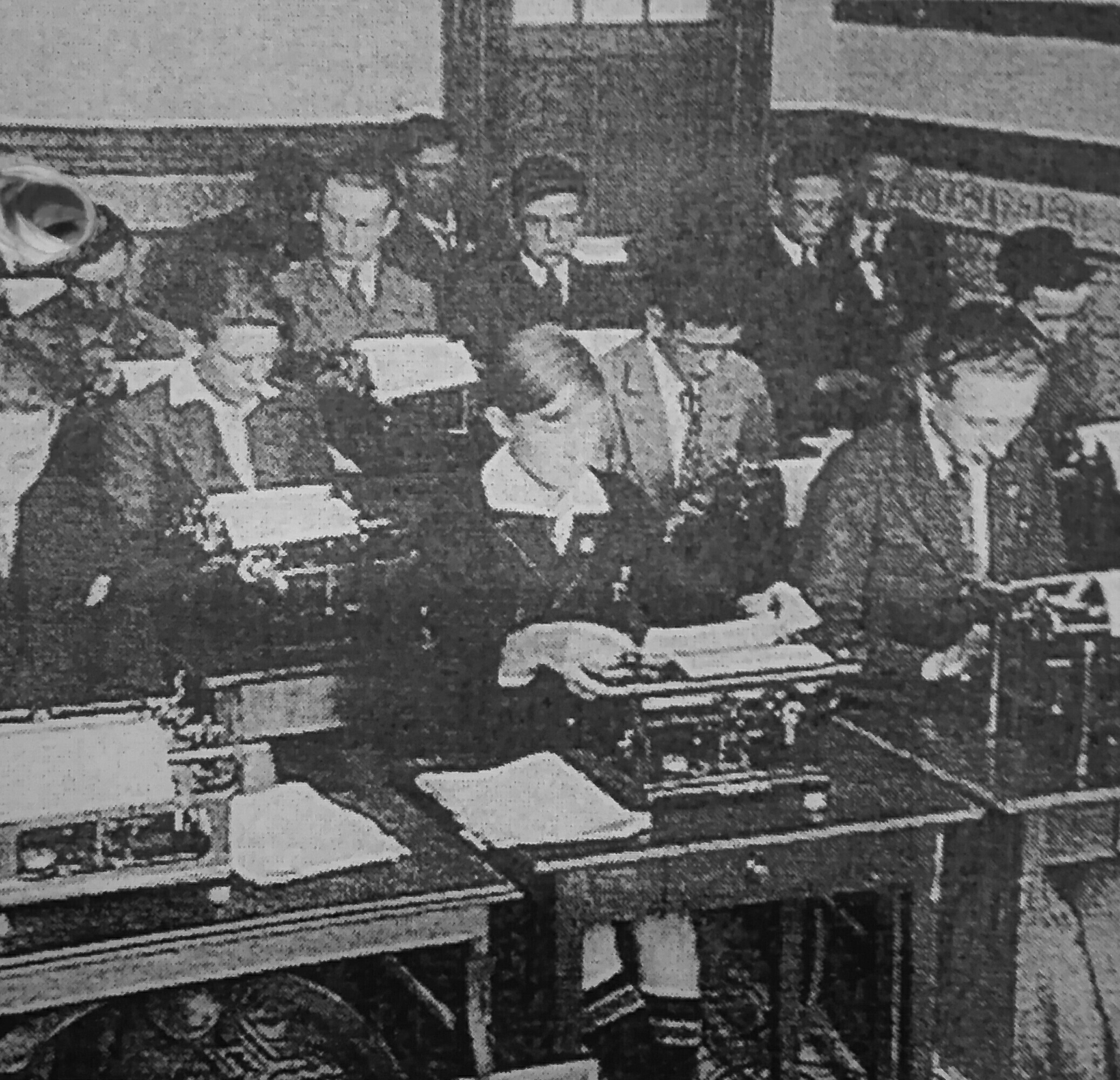
Leerlingen werkend op schrijfmachines
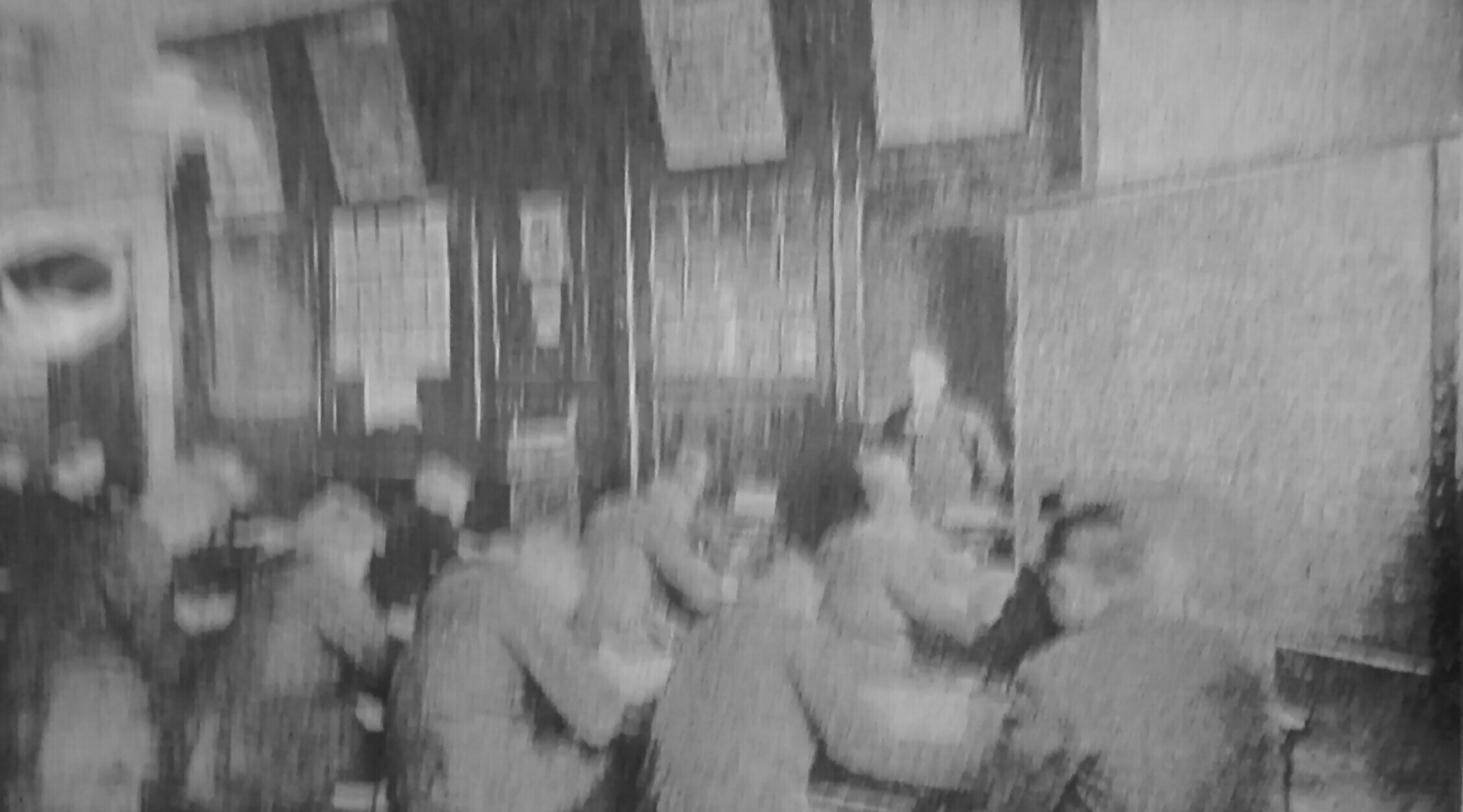
De leerlingen krijgen les van hun leraar
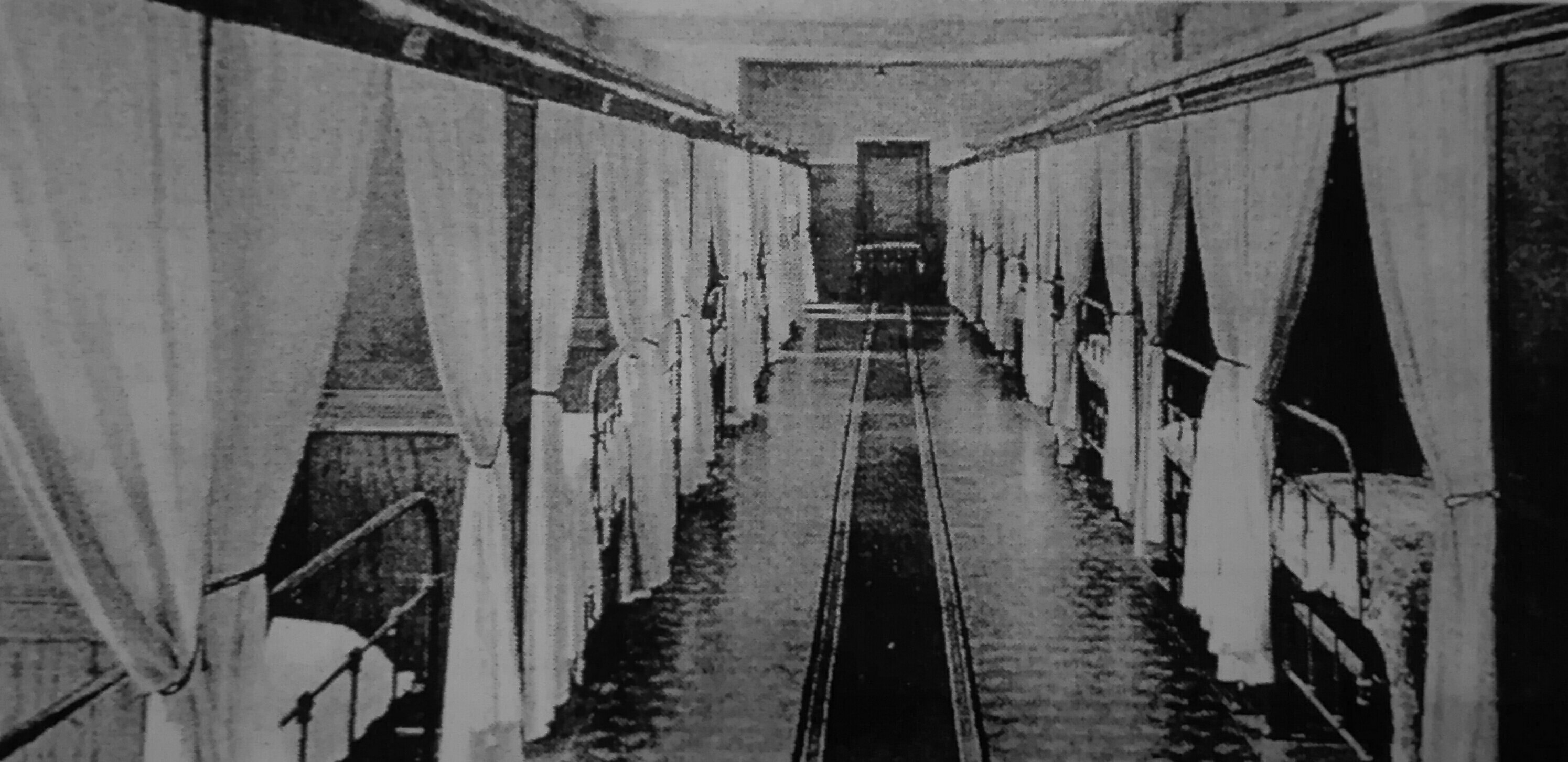
Slaapvertrekken van de leerlingen
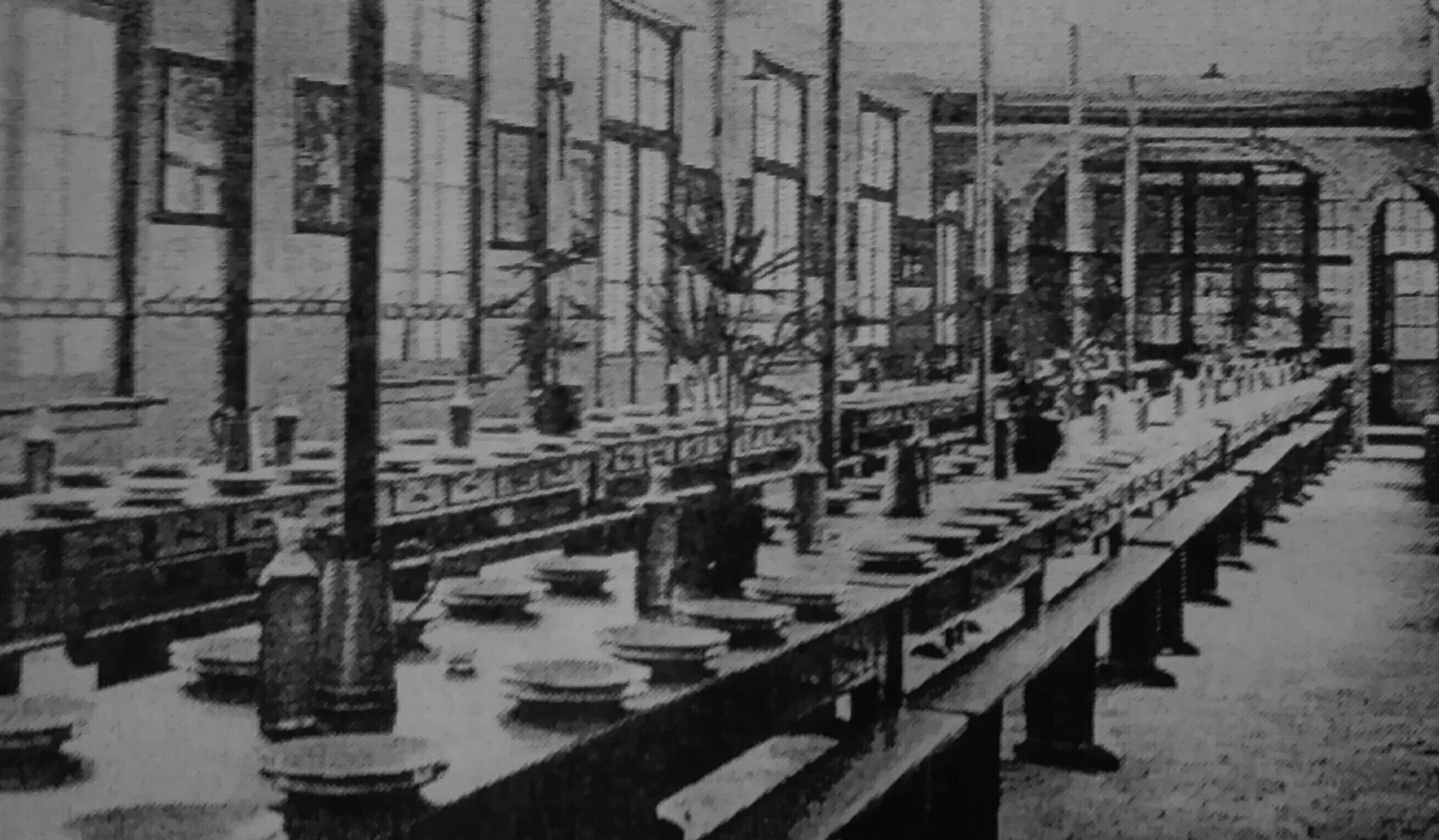
Eetzaal van het college
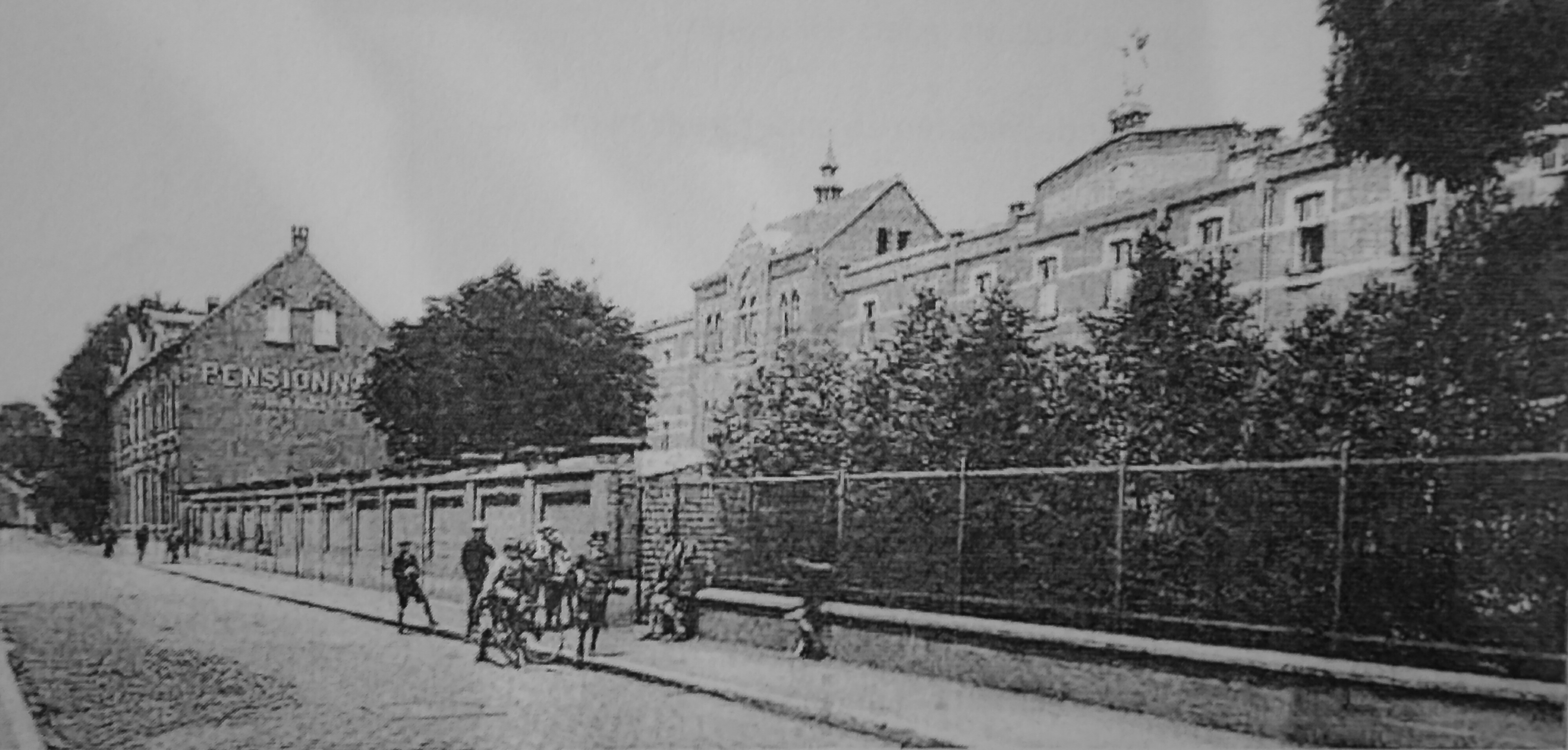
Voorzijde van de school
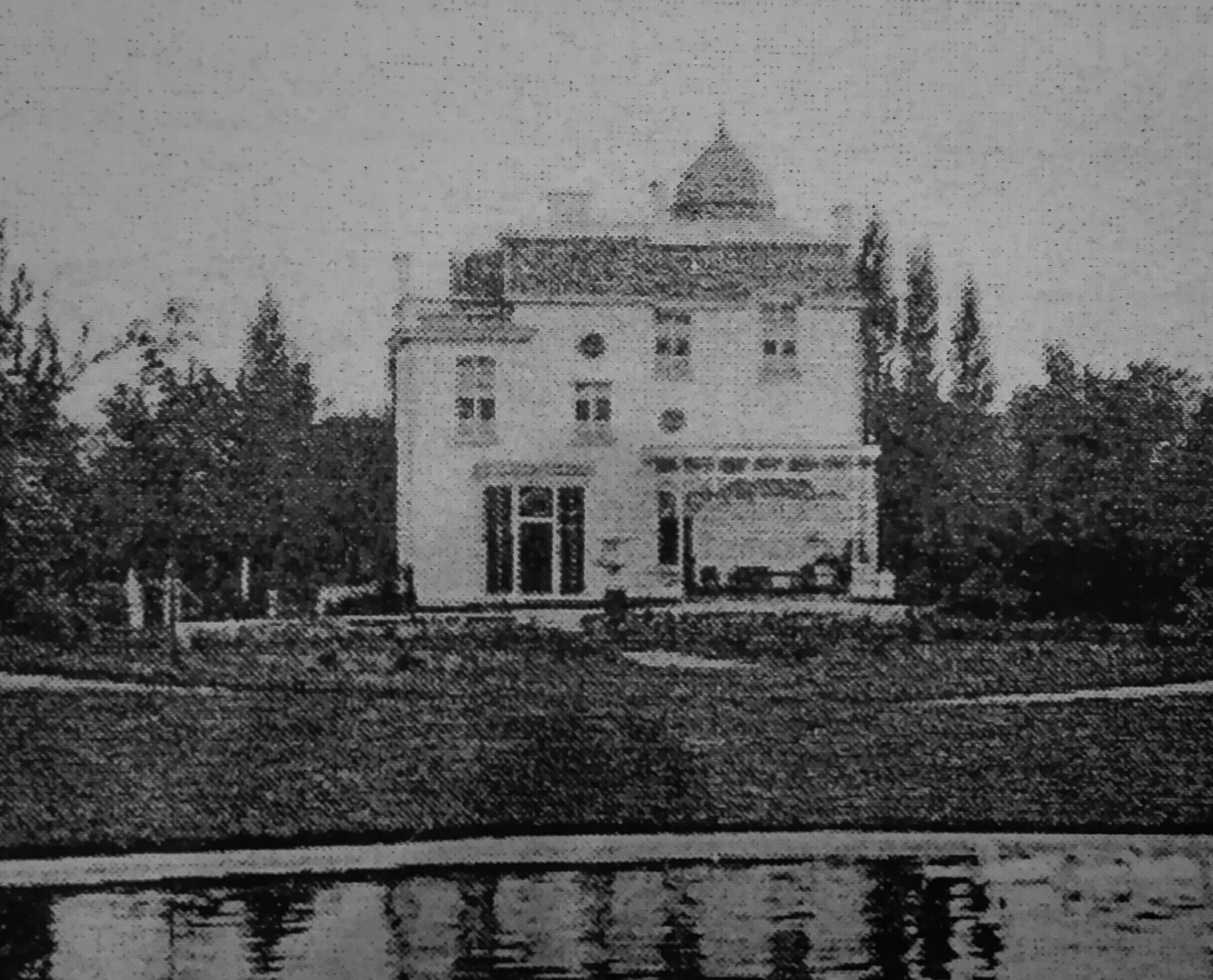
Het Landhuis Les Clématites, sinds 1932 een van de gebouwen van het college
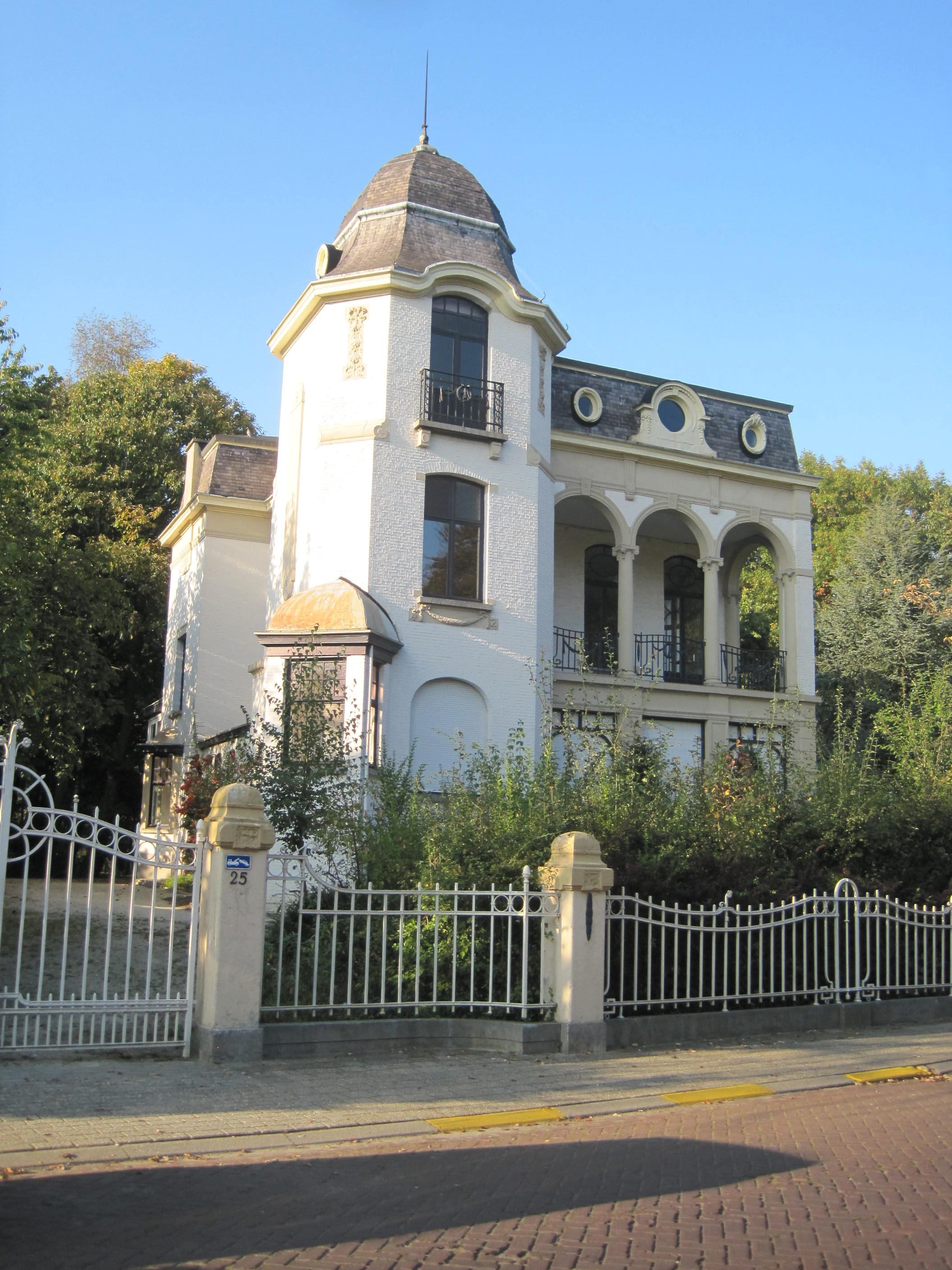
Les Clématites in 2016
Oude logo van Sint-Gabriëlcollege